# Mardijkers

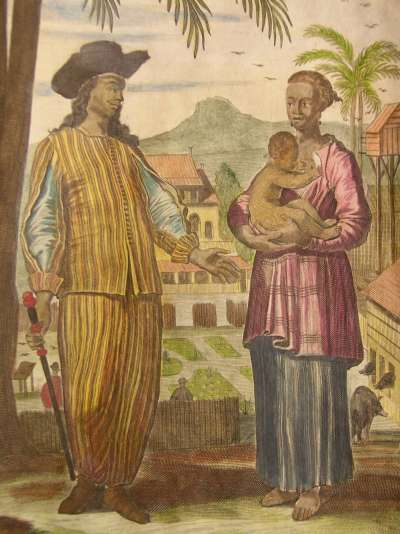
Mardijkers (1704)

Mardijkers waren vrijgemaakte slaven in de kolonie Nederlands-Indië. 'Mardijker' was een verzamelnaam voor alle vrijgelaten, hoofdzakelijk christelijke slaven en hun afstammelingen.
De Portugezen gebruikten in hun koloniën al in de zestiende eeuw de term mardicas, afgeleid van het Sanskriet-woord maharddhika, "zeer rijk, voorspoedig of machtig". In het oude Java werd daarmee gedoeld op een vrij man, iemand die niet meer in slavernij of pandelingschap (schuldslavernij) leefde. In het Bahasa Indonesia leeft het woord voort als merdeka, dat "vrij" betekent. Zowel de Portugezen als later de Nederlanders namen de term over, verbasterden hem en gebruikten hem vooral om christelijke ex-slaven aan te duiden.

## Ontstaan

### Vrijgelatenen
Oorspronkelijk doelde men met de term mardijker op krijgsgevangen inlandse soldaten van de Spanjaarden en Portugezen. Deze christelijke soldaten kregen hun vrijheid terug nadat ze enkele jaren in dienst van de VOC hadden gestaan. Ze werden echter burger op één voorwaarde, namelijk dat ze altijd konden worden opgeroepen voor de krijgsdienst. Het systeem van mardijkers was geïntroduceerd door de Portugezen en overgenomen door de Spanjaarden. Gekerstende slaven werden vanuit Voor-Indië en zelfs West-Afrika naar Oost-Indië gebracht, waar ze een aparte bevolkingsgroep vormden, nauw verbonden met de Europese machthebbers. Van de vrijgelaten slaven werd militaire wederdienst geëist, maar ze waren vrij zich te vestigen waar ze wilden. Zo beschikten de Portugezen in de veroverde landstreken over betrouwbare inlandse milities. De vrijgelatenen hadden immers meer gemeen met de Europese veroveraars (namelijk hun religie) dan met de heidense Aziaten.
De Hollanders gebruikten het systeem van bekeerde, inlandse milities op kleinere schaal dan de Iberiërs. De door de Nederlanders meegevoerde slaven — van Bandanese of andere Molukse afkomst, maar ook niet-inlandse moslims — werden vaak na enkele dienstjaren vrijgelaten. Men gaf ze de naam mardijkers. De mardijkers belandden uiteindelijk in de speciale wijken voor "inlandsche christenen". In Batavia ontstond de nog steeds bestaande wijk "Kampung Banda". De Bataviase mardijkers onderscheidden zich in religie en voorkomen van andere Aziaten in de stad. Zij droegen Europese kleding, zoals een hoed en schoenen en waren zo voor iedereen herkenbaar als christenen.

### Afkomst en status
Veel mardijkers waren van gemengde afkomst. Of een kind tot de mestiezen of de mardijkers werden gerekend, had niet te maken met het verschil tussen rijk en arm, maar werd bepaald door de wettelijke status van zijn geboorte. Mesties en mardijker waren namen die de overheid, de bestuurders van de Vereenigde Oostindische Compagnie, hanteerde. Hoewel de terminologie ook door de stadsbevolking zelf werd gebruikt en tot op zekere hoogte de realiteit weergaf, ging er achter de papieren werkelijkheid een grote verscheidenheid schuil. Mestiezen en mardijkers vormden een bonte verzameling mensen van verschillende herkomst.
Kinderen van gemengd Aziatisch-Europese herkomst die wel werden gewettigd, waren volgens de officiële terminologie "mixties" of "mesties", een term afkomstig van het Portugese woord mestiço. Niet alle kinderen van gemengd Aziatisch-Europese afkomst werden tot de mestiezen gerekend. Als een Europese vader de kinderen die hij bij een slavin had verwekt, niet erkende, bleven zij onder de hoede van hun moeder. Als zij gekerstend waren en de vrijheid kregen, gingen moeder en kinderen op in de groep van vrije Aziatische christenen, de mardijkers. Aangezien erkenning vaker niet dan wel plaatsvond, kwamen veel Euraziatische kinderen tussen de mardijkers terecht.
De achtergrond van de mestiezen en mardijkers was dus uitermate gevarieerd door de uiteenlopende herkomst van de slaven. Sommigen hadden een Indiase moeder die Tamil sprak en hindoe was, anderen een Makassaarse, Balinese of Ambonese moeder die was opgegroeid met de taal en godsdienst van haar vaderland.

### Mengcultuur
Van die oorsprong was op den duur weinig terug te vinden. Al tijdens hun slavernij maakten slaven een grote verandering door. Ver van huis leefden zij tussen andere slaven van allerlei herkomst en vaak stonden zij onder druk van de eigenaar om diens godsdienst aan te nemen.
Er ontstond een mengcultuur die een aantal Portugese elementen bevatte: zo was een vorm van Portugees de meest gebruikte taal waarin de verschillende groepen — slaven en vrije mensen — met elkaar communiceerden. De eerste generatie slaven en slavinnen was immers grotendeels afkomstig uit Voor-Indië, waar de Portugezen in de zestiende eeuw in sommige plaatsen een sterke culturele invloed hadden uitgeoefend. De invloed van het verbasterd Portugees nam nog toe door de komst van Aziatische inwoners uit gewesten die de VOC op de Portugezen had veroverd. Zo werd een deel van de bevolking van Malakka in 1641 en van Ceylonese plaatsen als Galle (1640) en Colombo (1656) naar Batavia getransporteerd.

### Namen
De Portugese invloed valt duidelijk af te lezen aan familienamen, zoals De Fretes, Ferrera, De Mello, Gomes, Gonsalvo, De Horta, Cordero, De Dias, De Costa, Soares, Rodrigo, De Pinto, Perreira en De Silva, namen die in Batavia veel voorkwamen. Dat iemand een Portugese naam droeg, wil overigens niet zeggen dat hij werkelijk Portugese voorouders had. Slaven en vrije mensen die door de Portugezen waren gekerstend en gedoopt, hadden vaak de naam van een van hun doopgetuigen aangenomen.
Deze praktijk namen sommige Nederlanders over, zodat naast Portugese ook Nederlandse namen in zwang raakten. Niet zelden trad een eigenaar zelf als doopgetuige van zijn gekerstende slaven op. Het kon dus voorkomen dat een slaaf Jacques Specx heette, naar de gouverneur-generaal. In de regel nam een slaaf bij de doop een Portugese of Nederlandse voornaam aan, met daaropvolgend een toponiem, verwijzend naar de plaats van geboorte of herkomst, bijvoorbeeld Willem van Bengalen, Magdalena van Bali, of Antonica da Costa (van de kust van Coromandel, in India). Hun kinderen kregen, naast een voornaam, ook altijd de naam van hun vader. Pieter, een zoon van Willem van Bengalen, kwam dus Pieter Willemsz te heten. Zo ontstonden in de zeventiende eeuw familienamen als Michielsz, Bastiaansz, Simonsz, Pietersz, Manuelsz, Jansz, Fransz, Davidtsz of Abrahamsz. Het waren typische mardijker familienamen.

## Woongebieden
Behalve in Batavia leefden er ook veel mardijkers in Tugu en op de Molukken.

### Toegoe
Na de val van Malakka en de overwinning door de Hollanders (1641), werden de Portugezen — voornamelijk mestiços (Portugees-Aziatische christenen), lokale bekeerden en mardijkers (vrijgelaten Afrikaanse, Indiase of andere Aziatische slaven van de Portugezen, die zich tot het christendom bekeerd hadden) — overgebracht naar het nieuw-gestichte handelscentrum van de VOC, Batavia. In 1661 stelde de VOC een stuk land ter beschikking aan deze groep mardijkers, als dank voor verleende diensten. Dit stuk land, Toegoe, lag ongeveer 12 kilometer ten noordoosten van Batavia. Toegoe werd een mardijker enclave. De eerste Toegoenezen waren 23 mardijker families, die er de grond wilden bebouwen. Het waren christelijke families van Bengaalse en Coromandelse oorsprong. Hoofdzakelijk waren dit mannelijke slaven die met Balinese vrouwen waren getrouwd. Ze waren vrijgelaten omdat zij hun katholieke geloof hadden afgezworen en calvinistisch waren geworden. Ze woonden in een eenvoudige nederzetting. Aanvankelijk ontbrak zelfs een kerkhof en brachten de inwoners hun doden naar Batavia om hen te begraven.
Toegoe ontwikkelde zich tot bolwerk van Portugese mestiezencultuur, waar een patois werd gesproken van Portugees, Indiaas, met later in toenemende mate Maleise uitdrukkingen. De Portugese taal hield lang stand in het enigszins geïsoleerde dorp; pas tegen het einde van de negentiende eeuw begon ook het Maleis door te dringen en werd het Toegoe-Portugees gaandeweg alleen nog door oudere mensen gesproken. Rond 1930 verzamelde de Toegoenese schoolmeester Jacob Quiko de Portugese woorden die de oudere generatie nog gebruikte. De lijst laat zien dat er een ander soort Portugees werd gesproken dan in de Portugese koloniën Flores en Timor. Het Toegoe-Portugees leeft alleen nog voort in de muziek, zoals in het Orkes Keroncong van Samuel Quiko. Bleef het mardijker-Portugees nog lang in Toegoe bestaan, reeds in het midden van de 19e eeuw was er van de culturele wereld van de Portugeessprekende inwoners van Batavia zelf nog maar weinig over.
De typerende mardijker familienamen van toen zijn overal verdwenen, behalve in het dorp Tugu, waar sommige van die namen nog voortleven. Op het kerkhof rond de kerk komen zowel Portugese als Hollandse namen voor, zoals Rodrigues, maar ook Hein, veel Adrianussen en Ventje.

### Molukken
Overal waar de Portugezen koloniale vestigingen hadden, worden mardicas en mestiços aangetroffen. In de Molukken waren er al sinds de vroege zestiende eeuw Portugese garnizoenen en kolonisten, die rijkelijk gebruik maakten van slaven. De Portugese cultuur op Ambon is spoedig na de verovering door de VOC in 1605 verdwenen en leefde alleen nog voort in familienamen. Op de Molukken hebben de Portugese namen dus een andere oorsprong dan in Batavia, waar de Portugese cultuur is geïntroduceerd door Portugees-Indiase slaven. Op de Molukken kwamen de meeste slaven uit de Indonesische Archipel. Het ging overwegend om zogenoemde Makassaren, een gevarieerde groep slaven uit Celebes en omstreken.
Bij een volkstelling in 1672 maakten de administrateurs van de Compagnie een onderscheid tussen twee groepen mardijkers: het grootste aantal bestond uit 'groene geuzen', zo genoemd vanwege het groene vaandel van hun schutterij; daarnaast was er een kleine groep Makassaarse mardijkers, die vermoedelijk moslims waren. De groene geuzen waren mardijkers die als slaven van Bali, Ternate, de Zuidelijke Molukken en Batavia naar Ambon waren gevoerd. Bataviase slaven kwamen van veel verder weg, onder meer uit Voor-Indische contreien.
De zeer gemengde groep van mardijkers op het eiland Ambon voorzag vrijwel uitsluitend in haar levensonderhoud door in de nabijheid van kasteel Victoria tuinen te cultiveren en padie te verbouwen. Zij hadden een eigen groentenmarkt, nog steeds de "Pasar Mardicas" genoemd.
Volgens de bevolkingsstatistieken was het aantal mestiezen op Ambon niet erg groot. In 1672 zouden in de stad Ambon slechts 132 mestiezen hebben gewoond: 20 mannen, 32 vrouwen en 80 kinderen. De groep mardijkers was met 557 personen vele malen groter. Opvallend is het grote overschot aan vrouwen: 222, tegen 151 mannen. Vermoedelijk bevonden zich onder de 184 geregistreerde kinderen van deze mardijker vrouwen veel onwettige kinderen van Compagniesdienaren. Net als in Batavia was het werkelijke aantal kinderen van gemengde afkomst ongetwijfeld veel groter dan de officiële getallen prijsgeven.

### Batavia
Gouverneur-Generaal Rijckloff van Goens (1678-1681) meldt dat er in 1679 ruim 3000 mardijkers en nog eens ruim 16000 slaven in de kolonie zijn.
In 1679 woonden in de binnenstad en voorsteden van Batavia 2227 Nederlanders, 760 mestiezen en 5348 mardijkers. Deze aantallen werden nergens geëvenaard.
In 1699 waren er binnen de stad Batavia 1783 Europeanen, 670 mestiezen, 2407 mardijkers, 3679 Chinezen en 867 anderen. Het aantal slaven maakte waarschijnlijk zo'n 50% van de stadsbevolking uit. In 1739 waren er binnen de stad Batavia 1276 Europeanen, 421 mestiezen, 1038 mardijkers, 4199 Chinezen, 299 anderen, en zo'n 12.000 slaven. Binnen de stad Batavia gebruikten de mardijkers de Portugese Binnenkerk. Net buiten de stad lag de Portugese Buitenkerk, die nog bestaat en nog steeds in gebruik is.

### Verpaupering en rijkdom
Naarmate de zeventiende eeuw voortschreed, groeide de Bataviase slavenkolonie: het aantal slaven steeg van ruim 1000 rond 1630 tot 25.000 aan het einde van de eeuw. Op den duur bestond meer dan de helft van de bevolking in de binnenstad uit slaven. Dit leidde tot grote sociale problemen, want veel slaven werden vrijgelaten wanneer zij oud en ziek waren en weinig nut meer hadden voor de eigenaren. Ook kwam het vaak voor dat eigenaren slaven de vrijheid teruggaven uit dankbaarheid voor jarenlange trouwe dienst of uit humanitaire overwegingen. Toch was het vooral de vergrijzing van het slavenbestand die het aantal vrijlatingen aan het einde van de eeuw sterk deed toenemen. Een groot aantal ex-slaven overspoelde de mardijker buurten. Vooral oude slavinnen vormden een kwetsbare groep. Zij konden moeilijk aan de kost komen en leefden in grote armoede. De gereformeerde diaconie voorzag in de ergste nood van deze 'vrije swartinnen'. Zij zorgde voor honderden steuntrekkers en voerde het beheer over een overvol armenhuis.
Niet alle mardijkers kwamen tussen de paupers terecht. Rond 1700 waren er al enkele welgestelde families die het slavenleven twee of drie generaties achter zich hadden liggen. Met handel en speculatie wisten sommigen een behoorlijke welstand te bereiken en kochten landerijen in de Ommelanden van Batavia. De mardijkers stonden erom bekend loyaal te zijn aan de VOC, die vele regimenten uit hun kringen formeerde en inzette in de talrijke oorlogen aan het einde van de zeventiende eeuw. Verscheidene mardijker zeehandelaren brachten regelmatig met hun schepen de compagniepost over, bijvoorbeeld naar Ternate en Ambon.
De mardijkers in Batavia waren het talrijkst in de tweede helft van de zeventiende eeuw. Hun groei hield gelijke tred met die van de Nederlandse gemeenschap. In de nadagen van de Compagnie, tegen het eind van de achttiende eeuw, waren "mardijker" en "christen" vrijwel synoniem aan elkaar geworden. De mardijkers onderscheidden zich soms van de Indonesiërs door hun donkere huidskleur, hun taal, het verbasterde Portugees en hun namen, Portugese en later Hollandse doopnamen. Zelfs hun kleren hadden een Portugese snit. Toen het aantal Nederlanders in de achttiende eeuw afnam en er minder christelijke slaven kwamen, kromp ook de gemeenschap van mardijkers. Het onderscheid tussen mestiezen en mardijkers ('swarten') werd door de vele gemengde huwelijken steeds vager. In het laatste kwart van de achttiende eeuw zijn de aanduidingen mardijkers en mestiezen in onbruik geraakt en worden beide groepen samengenomen onder de benaming "Inlandsche christenen" of ook wel "Portugezen", hetgeen voor deze groep van grotendeels Aziatische komaf een verwarrende benaming is.